# Ź
Ź, ź (Z с акутом) — буква расширенной латиницы.

## Использование
- Наиболее широко употребляется в польском языке, где обозначает мягкий (палатализованный) согласный /ʑ/, как например в слове źródło «источник».
- Также используется в белорусском языке (латинке), черногорском языке, верхнелужицком алфавите.
- Наряду с символом ʑ Международного фонетического алфавита используется для обозначения звонкого альвео-палатального спиранта.